# 우주전

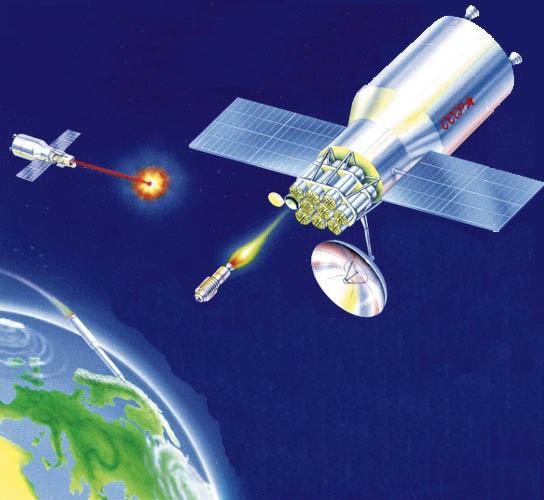
가공의 소련군 우주무기에 대한 미국 공군의 묘사

우주전(Space warfare)은 하나 이상의 교전국이 우주 공간에 위치한 전투이다. 따라서 우주전의 범위에는 지구에서 위성을 공격하는 것과 같은 지상 대 우주 전쟁, 위성을 공격하는 위성과 같은 우주 대 우주 전쟁, 지구 기반 목표물을 공격하는 위성과 같은 우주 대 지상 전쟁이 포함된다. 따라서 소설 속의 우주 전쟁은 SF의 하위 장르이자 주제이며, 다양한 사실성과 타당성을 가지고 묘사된다. 현실 세계에서는 우주 갈등을 규제하고 우주 무기 시스템, 특히 핵무기의 설치를 제한하려는 국제 조약이 마련되어 있다.
2023년 기준 우주에서 대규모 전투나 전쟁은 일어나지 않은 것으로 알려졌지만, 다수의 단일 사례 테스트와 시연이 이뤄졌다. 2023년 10월 31일, 2023년 이스라엘-하마스 전쟁 중에 이스라엘의 애로우 3 시스템은 후티 반군이 예멘에서 발사한 탄도 미사일을 요격했다. 이 성공적인 요격은 지구 대기권 외부에서 발생하여 실제 충돌 중 최초로 기록된 실제 우주 전쟁 사례가 되었다.
1985년부터 2002년까지 미국 우주사령부가 있었고, 2002년에 미국 전략사령부와 합병되어 미국 우주군(이전 2019년까지 공군 우주사령부)이 미국의 주요 군사 우주군이 되었다. 1992년 8월 10일 창설된 러시아 우주군은 2001년 6월 1일 러시아군의 독립부대가 되었으며, 2011년 12월 1일부터 러시아 항공우주방위군으로 대체되었다. 2015년 8월 1일 러시아 항공우주군. 2019년 인도는 ASAT 미사일 시험을 실시해 해당 능력을 갖춘 4번째 국가가 되었고, 그해 4월 인도군은 국방우주국(Defense Space Agency)을 설립했다.

## 같이 보기
- 우주군
- 국가 미사일 방어
- 파인 갭
- 우주미사일방어사령부